# Max Gülstorff
Max Walter Gülstorff (Sovetsk, 23 de março de 1882 – Berlim, 6 de fevereiro de 1947) foi um ator de teatro e cinema alemão, ativo entre as décadas de 1910 e 1940.

## Filmografia selecionada
- 1916: Das unheimliche Haus
- 1916: Stein unter Steinen
- 1918: Opfer um Opfer

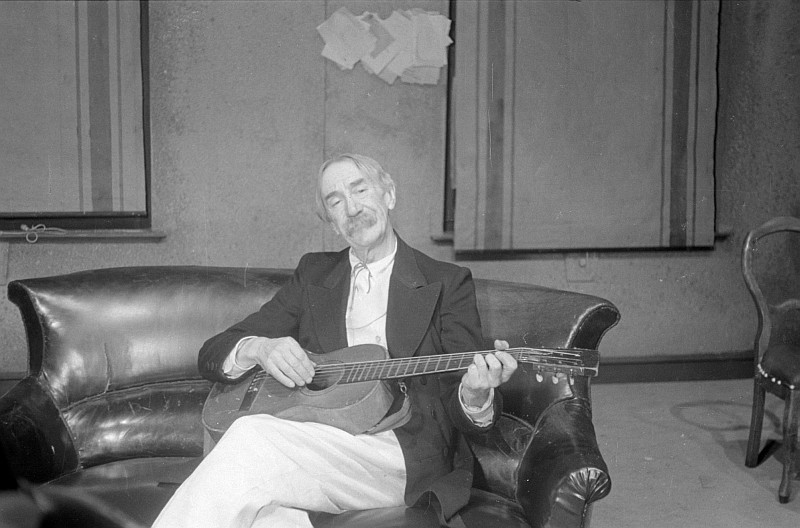
Max Gülstorff

- 1919: Die Reise um die Erde in 80 Tagen
- 1945: Ein Mann wie Maximilian
- 1945: Der Puppenspieler
- 1945: Wir beide liebten Katharina
- 1946: Sag' die Wahrheit
- 1947: Spuk im Schloß
- 1949: Wiener Mädeln
- 1949: Schuß um Mitternacht